# Katja Kean

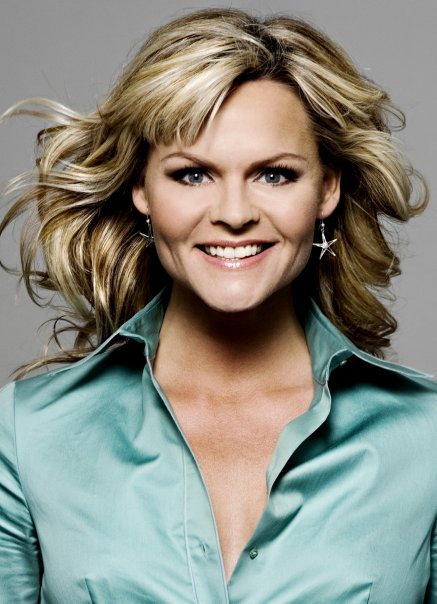
Katja Kean (2014)

Katja Kean, meist kurz Katja K, (* 7. Februar 1968 in Frederiksberg, Dänemark, bürgerlich Sussi La Cour Jakobsen) ist eine  ehemalige dänische Pornodarstellerin.

## Leben
Über ihre Vergangenheit vor ihrem Debüt als Pornodarstellerin ist bekannt, dass sie in der Hotellerie arbeitete und sich 1996 Brustimplantate einsetzen ließ. Im selben Jahr feierte sie auch ihre Hochzeit.
Auch Katja Keans ältere Schwester, Jeanette La Cour, arbeitete bereits als Fotomodell, allerdings nicht in der Hardcore-Szene.
Zwischen 1997 und 2003 drehte sie Pornofilme. Popularität erlangte sie durch ihre Rollen in den feministischen Pornofilmen Constance und Pink Prison, die von der von Lars von Trier gegründeten Independant-Produktionsfirma Zentropa nach dem von diesem aufgestellten Pussy-Power-Manifest gedreht wurden.
Neben ihren Auftritten in einigen Pornofilmen spielte Kean auch in mehreren Folgen einer dänischen Sitcom namens Langt fra Las Vegas (dt. Fernab von Las Vegas) und diversen Spielfilmen mit; zudem arbeitete sie als Designerin für Reizwäsche. Auch ein Abstecher in die Musik ist zu verzeichnen: 2001 sang sie auf einem Album des dänischen Sängers Dario Campeotto ein Duett mit dem Künstler; es wurde auch live im Kopenhagener Vergnügungspark Tivoli aufgeführt.

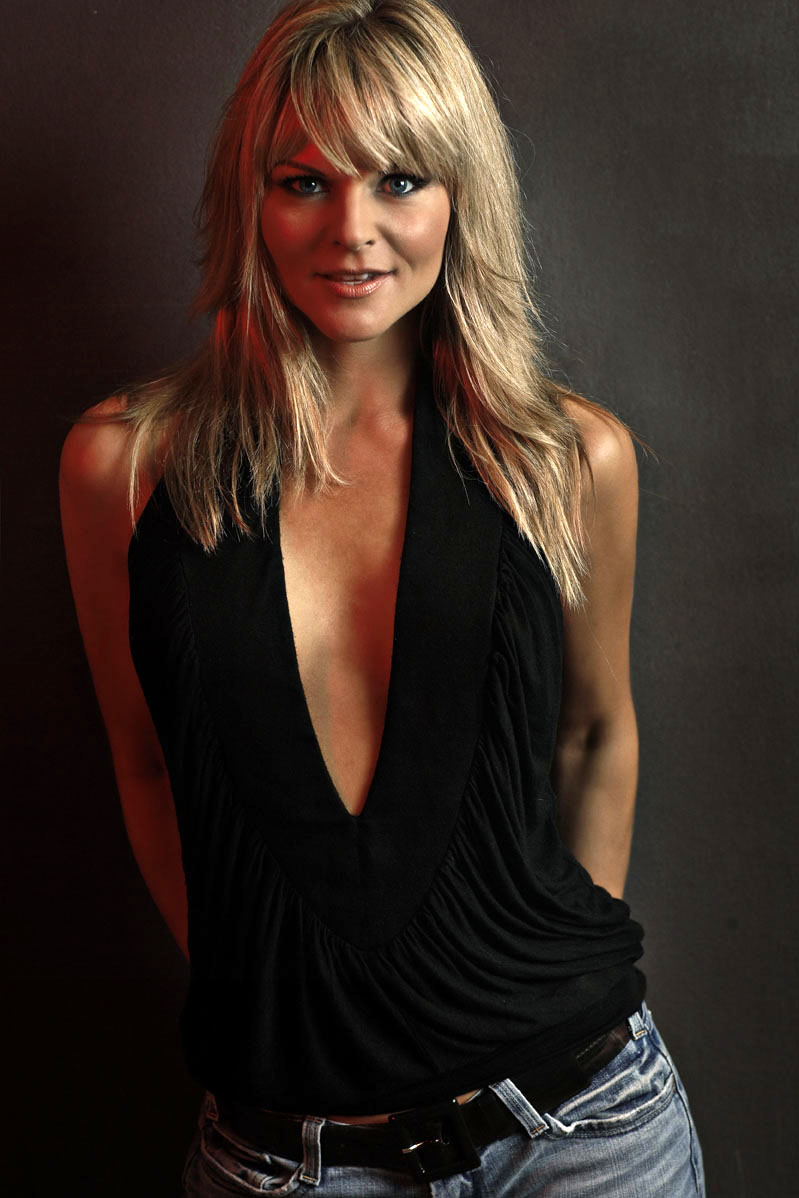
Katja Kean (2006)

Die Popularität Keans in Dänemark hatte vor Jahren eine dort ansässige Familie mit demselben Namen auf den Plan gerufen, welche 2002 Katja gerichtlich zwang, ihren Alias zu ändern. Seitdem lautet ihr offizieller Künstlername Katja K. Mit dem dänischen Journalisten Henrik List verfasste Katja Kean ihre Biografie Katja KXXX – Stjerne i syndens by (dt. „Star im Ort der Sünde“). KXXX ist eine Anspielung auf das Wort Sex, das im anglophonen Raum oft mit einem dreifachen X (Triple X) angedeutet wird.
Im Jahr 2004 gründete Kean eine Unterwäschefirma mit dem Label Katja K Underwear – based on a true story, und 2006 eröffnete sie den Dessous-Laden Katja K Studio in Kopenhagen, der 2009 wieder geschlossen wurde.
Sussi La Cour outete sich im Jahre 2008, dass sie hinter dem Künstlernamen Katja K steckt, dieser blieb aber bis heute ihr Markenname. Im Jahre 2009 machte sie ihren Master of Business Administration an der Universität Roskilde. Sie gründete eine Beratungsgesellschaft mit Fokus auf berufliche Veränderungen im Privat- und Geschäftsleben.

## Auszeichnungen
Im Jahr 2000 war Kean für den AVN Award in der Kategorie Best New Starlet und als Beste Schauspielerin in einem Video für ihr Wirken am Film Millenium nominiert. 2001 erhielt sie zwei weitere Nominierungen in der Kategorie Best All-Girl Sex Scene – Film für ihre Auftritte in den Filmen Virtuoso und Watchers. Im Jahre 2003 wurde Katja Keans Hardcore-Streifen Pink Prison (dt. Titel: Hinter Gittern gevögelt), der schon 1999 unter der Schirmherrschaft ihres bekannten Landsmannes Lars von Trier entstanden war, mit dem Venus Award für den besten Film ausgezeichnet. Er gilt (wie auch schon sein Vorgänger Constance) als einer der wenigen wegweisenden frauenfreundlichen Pornofilme und wird bevorzugt in Erotikläden für einen ausschließlich weiblichen Kundenstamm vertrieben.

## Bücher

Katja Kean (2014)

- Katja KXXX: Stjerne i syndens by, Biografie, ISBN 87-7973-053-1
- Kunsten at købe lingeri, ISBN 87-638-0485-9

## Filmografie (Auswahl)
- 1997: Private Solid Gold
- 1998: Triple X Files 6: Do you know Katja Kean?
- 1998: Fatal Orchid I & II
- 1998: Constance
- 1999: Pink Prison
- 1999: Ritual
- 1999: Pin Ups
- 1999: Sara